# Färöisk nationaldräkt
Färöisk nationaldräkt (färöiska: Føroyski tjóðbúnin) 
är en folkdräkt som används på Färöarna vid högtidliga tillfällen såsom bröllop, konfirmation och skolavslutning samt på nationaldagen Ólavsøka. Dräkten har sitt ursprung i 1900-talets vardagskläder. Det finns också en speciell festdräkt.

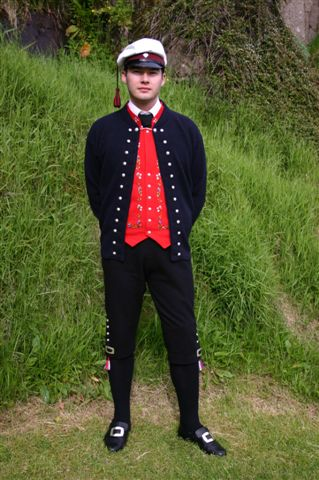
Student från Färöarna i nationaldräkt.

Mannens dräkt består av knälånga vadmalsbyxor, skjorta och broderad väst (plagg) samt en mönstrad eller enfärgad stickad tröja eller vadmalskofta. Därtill bärs långa stickade ullstrumpor med strumpeband samt  toppluva. Väst, tröja och byxor har knappar i silver och strumpebandet är vitt, rött och blått.
Festdräkten, som kallas sjóstúka, består av en knälång svart lodenrock med sidoveck, hel rygg och vida ärmar. Plagget var vanligt för 200 år sedan och blev en del av mannens festklädsel i mitten av 1900-talet. Det knäpps med knappar av glas, med en silverkedja högst upp. Till dräkten hör vita strumpor, läderskor med silverspänne och mössan Stavnhetta.

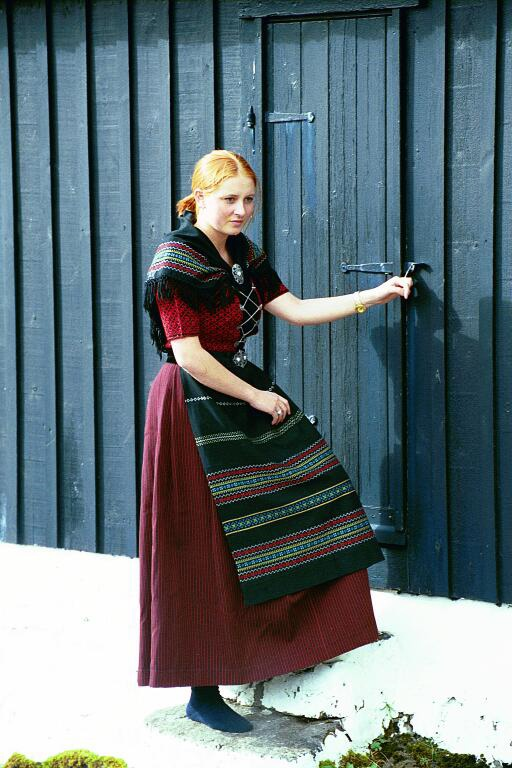
Sångerskan Eivør Pálsdóttir i nationaldräkt.

Kvinnans dräkt består av bröstduk i velour, kjol med velourbälte förkläde, stickad tröja, broderad eller vävd sjal och en  svart sidenfodrad kåpa. Hyskor, brosch och spännen är av silver.
Festdräkten, som kallas stakkur, användes tidigare som bröllopsklädsel i rika familjer och ärvdes mellan generationer. Den  består av en vid långklänning av azurblått, scharlakansrött eller grönt tyg eller siden med långa smala ärmar med spetsprydda manschetter i avvikande färg. Till det bärs en lös krage av siden och ett bälte av silver eller sammet med silverplattor. Det stora bröstsmycket är förgyllt med löst hängande löv. På huvudet bärs en krona eller ett diadem.